# Stazione di Scafa-San Valentino-Caramanico Terme
La stazione di Scafa-San Valentino-Caramanico Terme è una stazione ferroviaria, posta sulla ferrovia Roma-Sulmona-Pescara, a servizio dei comuni di Scafa, San Valentino in Abruzzo Citeriore e Caramanico Terme.

## Storia
Originariamente, la stazione venne inaugurata con la denominazione di "San Valentino", nome che venne poi mutato in "San Valentino-Caramanico" il 15 febbraio 1901. Nel 1948 assunse la nuova denominazione di "Scafa-San Valentino-Caramanico". La denominazione finale di "Scafa-San Valentino-Caramanico Terme" venne assunta nel 1961.

## Strutture e impianti

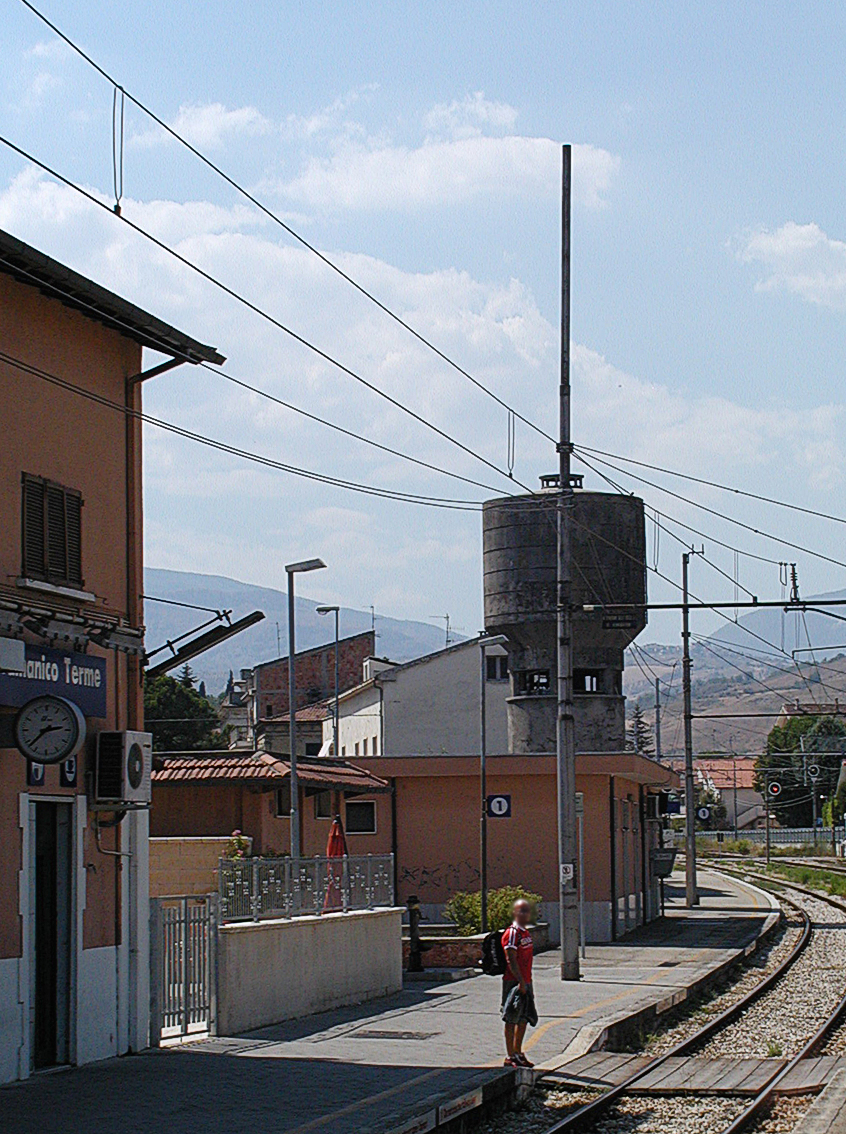
La torre dell'acqua presente in stazione (prima della ristrutturazione)

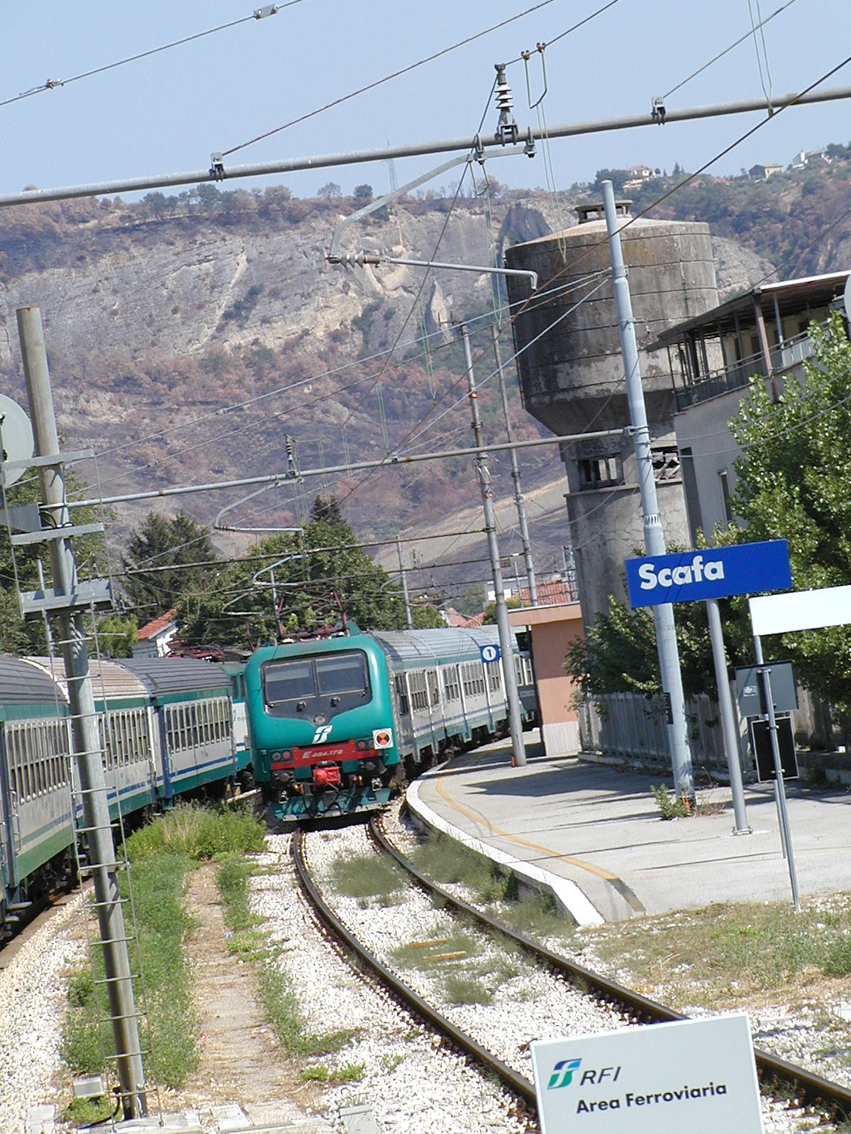
Incrocio tra due treni regionali (prima della ristrutturazione)

La stazione dispone di un fabbricato viaggiatori, cui è annesso anche l'ufficio movimento, di uno scalo merci, ormai inutilizzato, composto da un piano caricatore, da un magazzino e da un binario di accesso, in parte smantellato ma ancora collegato. Sono presenti anche altre strutture come la torre dell'acqua e altri fabbricati di servizio.
Il piazzale ferroviario si compone di due binari (fino al 2016 ne erano presenti 4 di cui tre sono utilizzati per il servizio ordinario, il secondo è di corretto tracciato, mentre il primo ed il terzo erano posti su tracciato deviato, al contrario il quarto era tronco e serviva il piano caricatore). Tutti i deviatoi dell'impianto sono da 30 km/h ad eccezione di quello d'immissione dal primo binario al secondo lato Sulmona che è da 60 km/h. Più a ovest della stazione tra via Castellari e via della Rinascita è presente un sottopasso per oltrepassare i binari, precedentemente agli estremi della stazione ferroviaria era presente un passaggio a livello, attraversante tutti e tre i binari di circolazione (demolito nel 2016); un sovrappasso ferroviario è presente lungo il Corso I Maggio, attraversato dal solo binario di corretto tracciato.
Il 26 giugno 2015, nell'ambito delle attività di RFI di rinnovo e semplificazione degli impianti, adeguamento alle normative vigenti con conseguente rialzo delle banchine e costruzione di sottopassi pedonali; altre modifiche hanno comportato la soppressione del terzo binario con relativi deviatoi di collegamento, segnali di partenza (denominati 5s e 5d) lato Roma e Pescara e le altre apparecchiature ad esso riferite; gli spezzoni di binario occupati dai deviatoi di immissione dal secondo al terzo (denominati 3b e 4b) sono state sostituiti da semplici campate di binario passanti. Di conseguenza, sono stati modificati il quadro luminoso e il banco dell'apparato centrale elettrico a itinerari presente nell'ufficio movimento. Il 21 dicembre 2016 è stato inaugurato un nuovo sottopasso tra via Castellari e via della Rinascita, nello stesso anno sono cessate le attivita del passaggio a livello.

## Movimento
Il servizio ordinario è svolto da treni regionali gestiti da TUA e Trenitalia nell'ambito del contratto di servizio stipulato con la Regione Abruzzo, da e per Pescara, Teramo, Torre de'Passeri, Sulmona e Avezzano.

## Servizi
La stazione, gestita da Rete Ferroviaria Italiana che la classifica nella categoria silver, dispone di:
- Biglietteria automatica
- Sala d'attesa